# Троянские спутники
Троянские спутники — естественные спутники планеты, которые находятся около двух троянских точек Лагранжа L4 и L5 более крупной луны планеты. Точки расположены так, что один из троянских спутников обгоняет крупный спутник на 60°, а второй, соответственно, отстает от него на 60°. Положение спутников в точках Лагранжа L4 и L5 устойчиво, при слабых возмущениях спутники будут пытаться вернуться к этой точке. С крупной луной спутники находятся в орбитальном резонансе 1:1. Поскольку они находятся с ней на одной и той же орбите, они также являются коорбитальными. Все троянские спутники, известные сегодня, находятся в системе Сатурна.
Троянские спутники называются так по аналогии с троянскими астероидами, которые находятся в точках Лагранжа планет (и называются по именам героев Троянской войны). Троянские спутники обращаются вокруг планеты, в отличие от троянских астероидов, которые обращаются вокруг солнца.

## Сатурн
На сегодняшний день известны только 4 троянских спутника, все они находятся в системе Сатурна.
Одна из крупнейших лун Сатурна, Тефия (диаметр 1060 км) сопровождается двумя троянскими спутниками — Телесто (24 км) и Калипсо (19 км). Соотношение массы Тефии к массе Телесто и Каллипсо — приблизительно 170 000 : 2 : 1.
Другой крупный спутник, Диона (диаметр 1118 км), коорбитален с троянскими спутниками Еленой (32 км) и Полидевком (4 км). Елену иногда даже называют «Диона B».